# Хлєбосолов Дмитро Андрійович
Дмитро Андрійович Хлєбосолов (біл. Дзмітрый Андрэевіч Хлебасолаў; нар. 7 жовтня 1990, Берестя, Білоруська РСР) — білоруський футболіст, нападник.

## Клубна кар'єра
Вихованець бобруйської ДЮСШ, перший тренер — Анатолій Іванович Каньков.
З початку 2006 року виступав за команду «Барановичі» другого дивізіону Білорусі, де головним тренером працював його батько Андрій Хлібосолов. У 59 матчах відзначився 23-ма голами голи (чемпіонат-2006 — 13 матчів, 2 голи, чемпіонат-2007 — 24 матчі, 7 голів, чемпіонат-2008 - 22 матчі, 14 голів), а також у п'яти матчах Кубку Білорусі відзначився одним голом. Гравцем раніше цікавилися БАТЕ та чеський «Банік», проте Дмитро відхилив ці пропозиції.
У 2008 році вирушив до московського «Спартака». Незважаючи на те, що не грав в основному складі команди, на думку самого футболіста, він отримав там незамінний досвід. У молодіжній першості Росії зіграв 11 матчів та відзначився одним голом. Така невелика кількість матчів у Росії пояснюється тим, що за час виступів у складі «червоно-білих» Хлєбосолов часто отримував травми та надовго вибував з ладу.
У 2011 році виступав в оренді у клубі «Нафтан». На початку 2012 року повернувся до «Спартака». 14 серпня відданий в оренду до кінця сезону клубу «Торпедо-БелАЗ». 23 січня 2013 року підписав піврічний орендний контракт із дрезденським «Динамо» з правом викупу, але зіграв за німецький клуб лише один матч.
28 червня 2013 року достроково розірвав контракт зі «Спартаком» й вільним агентом підписав угоду до завершення сезону з клубом «Гомель». У «Гомелі» спочатку був основним гравцем, але згодом почав виходити на поле лише на заміни. 9 лютого перейшов до клубу «Білшина». У складі «Білшини» став основним нападником. За підсумками сезону 2014 року став найкращим бомбардиром бобруйського клубу (10 голів). По закінченні сезону, в січні 2015 року, покинув «Білшину».
Після відходу з «Білшини» побував на перегляді в російському клубі «Промінь-Енергія», але команді не прийшов. Зрештою, в лютому 2015 року підписав контракт з мікашевицьським «Гранітом», який за підсумками сезону 2014 року повернувся до Вищої ліги. Тривалий період часу виступав за клуб з Мікашевичів, чергував виходи в стартовому складі та з лави запасних. У липні 2015 року контракт з «Гранітом» розірвали за взаємною згодою сторін. Незабаром Дмитро став гравцем «Вітебська». За півсезону встиг відзначитися 4-ма голами в чемпіонаті, завдяки чому став найкращим бомбардиром клубу в сезоні.
У січні 2016 року приїхав на перегляд у «Білшину», однак бобруйський клуб відмовився підписувати нападника. У підсумку в лютому Хлєбосолов підписав угоду з клубом третього польського дивізіону «Вісла» (Пулави).
У липні 2016 року покинув «Віслу», за яку майже не грав через травми, а в серпні повернувся до «Барановичів». У другій половині сезону 2016 року провів 4 матчі та відзначився 3-ма голами за барановичан у Першій лізі. На початку 2017 року побував на перегляді в «Городеї» та гродненському «Німані», згодом повернувся в «Барановичі». У березні 2017 року знову поїхав у «Німан», і зрештою підписав контракт з гродненцями. У складі «Німана» грав переважно за дубль, в основному складі також час від часу з’являвся на полі, як правило, виходив на заміні. Наприкінці сезону, у грудні 2017 року, стало відомо, що Хлєбосолов залишає Гродно.
У січні 2018 року відправився на перегляд до таджицького «Істіклола», але команді не прийшов й згодом перебрався до мозирської «Славії», з якою у березні підписав контракт. У сезоні 2018 року допоміг мозирцям виграти Першу лігу, але при цьому сам переважно залишався на заміні. Після закінчення контракту в грудні 2018 року покинув мозирський клуб.
У березні 2019 року став гравцем клубу «Барановичі». У червні 2019 року розірвав контракт із клубом та приєднався до мальдівського клубу «Юнайтед Вікторі». У вересні залишив клуб із Мальдів і повернувся до «Барановичів». Він залишився в Барановичах і в сезоні 2020 року, за підсумками якого команда вилетіла до Другої ліги, при цьому Дмитро став найкращим бомбардиром команди сезону.
У березні 2021 року стало відомо, що Хлєбосолов завершив кар'єру футболіста.

## Кар'єра в збірній
Виступав за молодіжну збірну Білорусі, за яку забив 9 голів.

## Досягнення
- Перша ліга Білорусі
  -  Чемпіон (1): 2018